# Ciclismo amateur vasco-navarro
El ciclismo amateur vasco-navarro engloba el calendario conjunto de carreras de categoría amateur (también llamado aficionados) de País Vasco y Navarra, así como los equipos que toman parte en ellas.
La Federación Vasca y la Federación Navarra tienen un convenio según el cual todas las carreras amateur de ambas comunidades se integran en un calendario único. La Vasca es responsable tanto de la organización logística (motos de enlace, señalización...) como de la arbitral (jueces árbitro, toma de tiempos..) en todas las carreras del calendario.
Las pruebas del calendario están repartidas en dos Torneos (Euskaldun y Lehendakari, este último sub-23) en función de la edad máxima de los ciclistas que pueden tomar parte en ellas. Existen también varias carreras que quedan fuera de dichos trofeos, como las pruebas puntuables para la Copa de España, las vueltas por etapas y otras (como el Campeonato de Euskadi).

## Calendario

### Trofeos

#### Trofeo Euskaldun
El Trofeo Euskaldun es el más prestigioso al disputarlo corredores de mayor edad (hasta 28 años). En marcha desde 1998, todos los corredores que lo han ganado han pasado al campo profesional. Debido a ello suelen disputarlo ciclistas prodentes de otros países de Europa y de Sudamérica.
En cada carrera del calendario se dan puntos a los diez primeros (con un sistema de reparto de 10-9-8-7-6-5-4-3-2-1). Se van sumando los puntos logrados por cada corredor en las sucesivas carreras, formando una clasificación individual cuyo primer clasificado a final de temporada es el ganador del Trofeo.

##### Palmarés
El palmarés del Trofeo Euskaldun es el siguiente:
| Año  | Ganador                 | Equipo          |
| ---- | ----------------------- | --------------- |
| 1998 | Mikel Artetxe           | Olarra-Ercoreca |
| 1999 | Rubén Oarbeaskoa        | Olarra-Ercoreca |
| 2000 | Gorka González          | Olarra-Ercoreca |
| 2001 | Lander Euba             | Olarra-Ercoreca |
| 2002 | Joseba Albizu           | Cafés Baqué     |
| 2003 | Mikel Elgezabal         | Alfus-Tedes     |
| 2004 | Xabat Otxotorena        | Serbitzu        |
| 2005 | Fran Gutiérrez          | Cafés Baqué     |
| 2006 | Fran Gutiérrez          | Cafés Baqué     |
| 2007 | Fabricio Ferrari        | Azpiru-Ugarte   |
| 2008 | Andrey Amador           | Lizarte         |
| 2009 | Fabricio Ferrari        | Caja Rural      |
| 2010 | Daniel Díaz             | Cafés Baqué     |
| 2011 | Jorge Martín Montenegro | Azysa Conor WRC |
| 2012 | Borja Abasolo           | Azysa           |

##### Calendario 2012
| - Zumaya - M. Cirilo Zunzarren - Circuito de Pascuas - Trofeo Eusebio Vélez - Lazkaoko Proba - San Gregoriko Proba - Subida a Urraki | - Trofeo Cia Mobiliario Urbano - San Martín Proba - Clásica San Baernabé - Prueba San Juan - Premio San Pedro - Dorletako Ama Saria | - Premio Nuestra Señora de Oro - Prueba Ciclista Pamplona-Bayona - Xanisteban Saria - Circuito Ayala - Leintz Bailarari Itzulia - Andra Mari Saria | - San Bartolomé Saria - Premio Lakunza - San Gregorio Proba - G. P. San Antolín - Prueba Ciclista Alsasua - Premio Zaldibia |

#### Trofeo Lehendakari
En 2011 se creó un nuevo Trofeo Lehendakari, para corredores sub-23. El nuevo torneo supone una fusión de los extintos Trofeo sub-23 y Trofeo Lehendakari (que era únicamente para ciclistas de 19-20 años). Su calendario, diferenciado del Euskaldun, consta en esencia de las carreras hasta entonces separadas en los dos torneos anteriormente citados, el sub-23 y el Lehendakari sub-20.
En cada carrera del calendario se dan puntos a los quince primeros (con un sistema de reparto de 19-18-17-16-15-14-13-12-11-10-9-8-7-6-5) y cuatro puntos al resto de corredores que finalicen la prueba. Se van sumando los puntos logrados por cada corredor en las sucesivas carreras, formando una clasificación individual cuyo primer clasificado a final de temporada es el ganador del Trofeo.
En 2012 ganó Imanol Estévez, el primero de primer año en conseguirlo a nivel sub-23.

##### Palmarés
| Año  | Ganador          | Equipo           |
| ---- | ---------------- | ---------------- |
| 2011 | Karol Domalgaski | Caja Rural       |
| 2012 | Imanol Estévez   | Naturgas Energía |

##### Calendario 2012
| - Soraluze Saria - Premio Ereño - Insalus Saria - Trofeo Suministros Monjardin - San Miguel Saria - Subida a Gorla - Trofeo Primavera | - Memorial José Ciordia - Bera - San Isidro Saria Nagusia - Memorial Sabin Foruria - Prueba S. C. Loinaz - Pentecostes Saria - Premio La Trinidad | - Memorial José Mª Anza - Antzuola Saria - Premio Sopelana - Busturiako Udala Saria - San Roman Saria - Clásica Lemoiz - Memorial Etxaniz | - G. P. San Bartolomé - Prueba Larrabetzu - Premio Andra Mari - Circuito Sollube - Martin Deunaren saria - Oñati Saria |

#### Desaparecidos

##### Trofeo sub-23
El Trofeo sub-23, compuesto por un calendario propio destinado a corredores de hasta 23 años, era el torneo intermedio entre el Euskaldun (hasta 28 años) y el antiguo Lehendakari (19-20 años).
| Año  | Ganador          | Equipo           |
| ---- | ---------------- | ---------------- |
| 2005 | Antonio Cosme    | Cafés Baqué      |
| 2006 | Fabricio Ferrari | Azysa            |
| 2007 | Raúl Santamarta  | Seguros Bilbao   |
| 2008 | Mikel Filgueira  | Azpiru-Ugarte    |
| 2009 | Xabier Zabalo    | Naturgas Energía |
| 2010 | Pello Bilbao     | Naturgas Energía |

##### Trofeo Lehendakari (19-20)
En el antiguo Trofeo Lehendakari participaban los ciclistas más jóvenes, de 19-20 años. Se trataba de jóvenes corredores que tras cumplir los dos años de juveniles daban el salto al campo amateur. Los equipos amateur solían contar con un pequeño grupo de estos jóvenes ciclistas, cuya temporada combinaba algunas carreras de los otros dos trofeos (el Euskaldun y el sub-23, más exigentes al contar con ciclistas mayores que disputaban el salto al campo profesional) y el calendario del Trofeo Lehendakari.
Cumplía la función de facilitar a los jóvenes ciclistas procedentes del campo juvenil su paso al exigente campo aficionado, acondicionando un torneo específico para ellos en el que podían competir contra ciclistas de su edad y trabajar en aspectos como la estrategia y el trabajo de equipo sin una presión excesiva.
| Año  | Ganador              | Equipo         |
| ---- | -------------------- | -------------- |
| 2005 | Beñat Intxausti      | Seguros Bilbao |
| 2006 | Rubén Palacios       | Seguros Bilbao |
| 2007 | Jonathan Castroviejo | Seguros Bilbao |
| 2008 | Ion Pardo            | Seguros Bilbao |
| 2009 | Ramón Domene         | Seguros Bilbao |
| 2010 | Ramón Domene         | Seguros Bilbao |

### Copa de España
Se celebran tres carreras puntuables para la Copa de España:
- Clásica Aiztondo
- Memorial Valenciaga
- Premio Santa Cruz de Legazpi

### Vueltas por etapas
- Tres Días de Álava/Dos Días de Álava
- Vuelta al Bidasoa
- Vuelta a Navarra

### Campeonatos

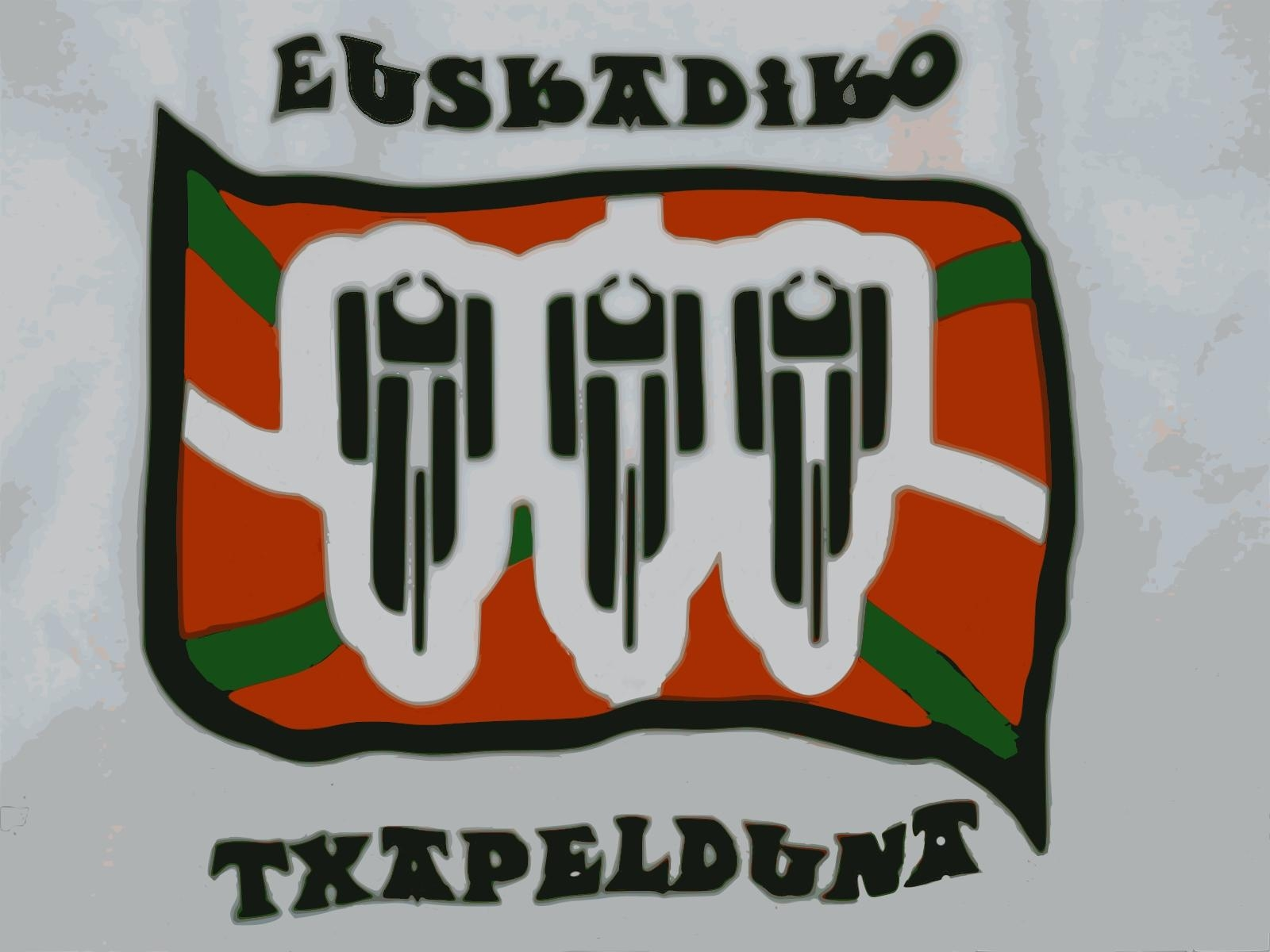
Logotipo del campeón del Campeonato de Euskadi.

- Campeonato de Euskadi
- Campeonatos provinciales

### Otras
- Gran Premio Mungia-Memorial Agustín Sagasti

### Carreras desaparecidas
- Bizkaiko Bira (vuelta por etapas): 1981-2009

## Equipos

### País Vasco

#### Vizcaya
- Seguros Bilbao (Larrabezúa)
- Cafés Baqué (Durango)
- Ibaigane Opel (Yurre)
- Koplad Uni2 (Sopelana)

#### Guipúzcoa
- Belca-Oriako Tx. E. (Tolosa)
- Bidelan-Kirolgi (Alzo)
- Laguntasuna C.C. (Rentería)
- Debabarrena (Éibar)
- Fullgas.org (San Sebastián)

#### Álava
- Fundación Euskadi-EDP (Vitoria)

### Navarra
- Azysa-Conor WRC (Pamplona)
- Caja Rural (Alsasua)
- Latorre-Palplastic (Leiza)
- Lizarte (Pamplona)
- Telco Intercons (Huarte)